# 1946년 원자력법

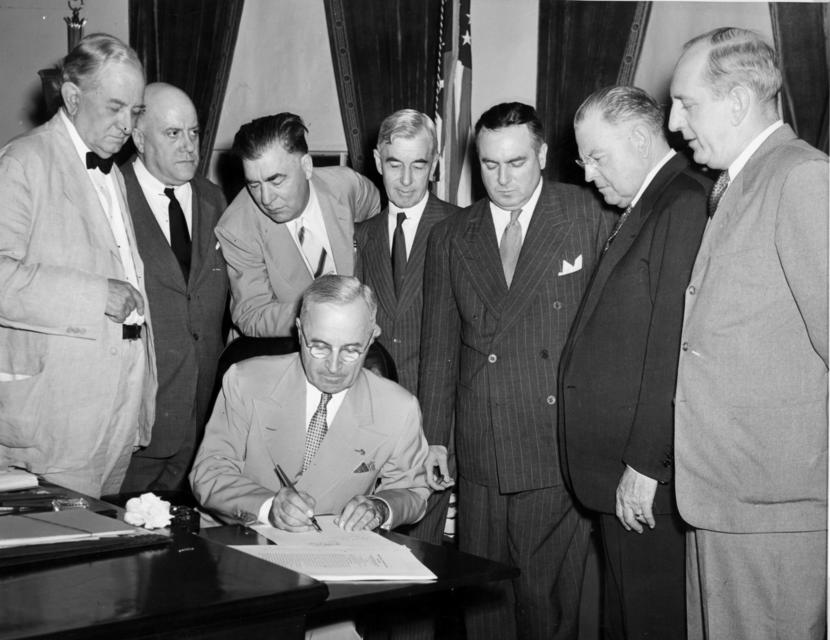
해리 S. 트루먼 대통령이 1946년 8월 1일 원자력법에 서명한다. 대통령 뒤로 왼쪽부터 톰 코널리 상원의원, 유진 D. 밀리킨 상원의원, 에드윈 C. 존슨 상원의원, 토머스 C. 하트 상원의원, 브라이언 맥마흔 상원의원, 워렌 R. 오스틴 상원의원, 리처드 B. 러셀 주니어 상원의원이 보인다.

1946년 원자력법(영어: Atomic Energy Act of 1946, 일명 맥마흔 법(McMahon Act))은 미국이 제2차 세계 대전 동맹국인 영국 및 캐나다와 공동으로 개발한 핵기술을 어떻게 통제하고 관리할 것인지 결정하는 법안이다. 가장 중요한 것은 이 법이 핵무기 개발과 원자력 관리를 군사적 통제가 아닌 민간 통제하에 두도록 규정하고, 이를 위해 미국 원자력위원회를 설립했다는 점이다.
이 법은 코네티컷주 출신의 민주당 소속 상원의원인 브라이언 맥마흔이 발의했는데, 그는 미국 상원 원자력 특별위원회의 위원장을 맡았으며, 1945년 말과 1946년 초에 진행된 그의 청문회는 이 법의 미세 조정과 통과로 이어졌다. 상원은 음성 투표를 통해 만장일치로 이 법을 통과시켰고, 하원은 265대 79로 통과시켰다. 1946년 8월 1일 대통령 해리 S. 트루먼의 서명으로 법이 발효되었고, 1947년 1월 1일 원자력위원회는 전시 맨해튼 계획으로부터 핵 에너지에 대한 책임을 인계받았다.
이 법은 이후 아이젠하워 행정부의 평화를 위한 원자력 프로그램에 따라 1954년에 원자력의 민간 개발을 촉진하기 위해 개정되었다. 다른 국가들에 대한 핵 정보 접근을 제한함으로써, 이 법은 미국과 그 동맹국, 특히 맨해튼 계획에 참여했던 영국과 캐나다 사이에 균열을 야기했다. 이로 인해 번거로운 지휘 및 통제 협정이 발생했으며, 영국은 자체 핵무기를 개발하게 되었다. 이 법은 1958년에 미국이 가까운 동맹국과 정보를 공유할 수 있도록 개정되었다.

## 기원
핵무기는 제2차 세계 대전 중 전시 맨해튼 계획에 의해 개발되었다. 프로젝트에 참여한 주요 과학자들은 핵무기 개발이 광범위한 영향을 미칠 것으로 예상했다. 그러나 프로젝트 책임자인 소장 레슬리 그로브스는 전쟁 승리에 필요한 활동 외에는 프로젝트 자금을 지출하는 것을 꺼렸다. 그럼에도 불구하고 시카고의 야금 프로젝트 책임자였던 아서 콤프턴은 전후 핵 에너지에 대한 보고서를 의뢰했고, 맨해튼 계획의 운영 기구인 군사 정책 위원회는 리처드 톨먼에게 유사한 연구를 의뢰했다. 두 보고서 모두 군사, 과학, 산업적 측면을 포함한 포괄적인 정부 지원 핵 에너지 프로그램을 요구했다.
1944년 7월, 버니바 부시, 제임스 브라이언트 코넌트, 어빈 스튜어트는 핵 에너지를 통제하기 위한 국내 법안 제안서를 작성했다. 코넌트는 이 제안서를 1944년 9월 전쟁부 장관 헨리 L. 스팀슨에게 제출했으며, 이후 대통령 해리 S. 트루먼이 1945년 5월에 의회가 영구 기관을 설립할 때까지 핵 에너지를 감독, 규제 및 통제하기 위해 만든 임시 위원회에 제출했다. 1945년 6월, 임시 위원회는 스팀슨의 보좌관이자 위원회 위원이었던 조지 L. 해리슨에게 법안 준비를 요청했다.

## 법 제정

### 메이-존슨 법안
해리슨은 하버드 법학대학원에서 교육받은 전쟁부 소속 베테랑 변호사 준장 케네스 로얄과 윌리엄 L. 마버리 주니어를 영입하여 법안 초안 작성을 맡겼다. 이 법안은 부시와 코넌트의 제안을 바탕으로 했으며, 제안된 조직은 맨해튼 프로젝트의 기존 구조를 기반으로 했다. 그들의 법안 초안은 5명의 민간인과 4명의 군인으로 구성된 9인 위원회를 설립할 예정이었다. 이 법안은 위원회에 재산 취득, 시설 운영, 연구 수행, 모든 형태의 핵 에너지 규제, 그리고 자체 보안, 행정 및 감사 체제 관리와 같은 광범위한 권한을 부여했다.
로얄과 마버리는 전문가들이 핵 에너지를 통제하고 정치적 간섭을 최소화하는 것을 구상했다. 위원들은 무기한으로 임명되며, 대통령의 해임 권한은 제한될 것이다. 이들은 군사 응용, 산업용, 연구 및 의학 분야를 위한 네 개의 자문 위원회의 지원을 받을 것이며, 위원회 구성원은 기술 자격을 갖춘 사람들로 제한될 것이다. 조직의 일상적인 운영은 관리자와 그의 부관의 손에 맡겨질 것이다. 로얄-마버리 법안은 7월 19일 임시 위원회에서 검토되었고, 그들의 제안에 따라 수정되었다. 히로시마·나가사키 원자폭탄 투하로 맨해튼 프로젝트를 둘러싼 비밀의 장막이 걷히자, 로얄과 마버리는 법무부 장관, 육군 법무감 및 과학 연구 개발국과 협의할 수 있었다. 초안은 8월에 대통령에게 보내져 관련 정부 기관에 회람되고 의견을 수렴했다. 국무부만이 핵 에너지에 대한 국제 협정을 타결하려고 노력 중이라는 이유로 이의를 제기했다.
1945년 10월 3일, 이 법안은 하원에 켄터키주 출신의 하원의원이자 하원 군사위원회 위원장인 앤드루 J. 메이에 의해 발의되었고, 상원에는 콜로라도주 출신의 상원의원이자 상원 군사위원회 선임 위원인 에드윈 C. 존슨에 의해 발의되었다. 이 법안은 발의자의 이름을 따서 메이-존슨 법안으로 알려졌다. 메이는 즉시 법안을 군사위원회에 회부했고, 군사위원회는 10월 9일에 청문회를 열었다. 부시, 코넌트, 그로브스 모두 위원회 앞에서 증언했다. 그러나 상원 군사위원회에서는 아서 H. 밴던버그 상원의원에 의해 법안이 보류되었다.
특히 시카고의 야금 연구소 과학자들로부터 비판이 쏟아졌다. 레오 실라르드와 해럴드 유리는 특히 주목할 만한 비평가들이었다. 이 법안은 강력한 관리자와 부관리자를 만들었으며, 그들이 군인일 수도 있다고 명시적으로 밝혔다. 그들이 비상임 위원들을 지배할 것이라는 우려가 있었다. 법안이 관리자가 부관에게 모든 정보를 완전히 알리도록 강조했다는 사실은 관리자가 육군 장교이고 부관이 해군 장교일 것이라는 의심을 더욱 부추겼다. 비밀 유지 조항도 많은 과학자들을 불안하게 만들었다. 보안 위반 시 최대 10년 징역과 10,000달러 벌금이라는 엄중한 처벌이 포함되어 있었다. 시카고 선 신문은 전쟁부가 의회를 통해 법안을 서둘러 통과시키려 한다고 비난했다.
의원들은 특이하고 불편한 상황에 처했다. 핵무기는 무서웠고, 핵 에너지의 본질은 널리 이해되지 않았다. 너무 새로운 것이었기 때문에 의원들을 안내할 정책이나 선례가 없었고, 전통적인 정당 정렬도 없었다. 새로운 기술을 개발한 과학자들은 이전에는 목소리를 내지 않았지만, 갑자기 이제는 그러했다. 제2차 세계 대전의 승리적 결말은 군대에 엄청난 명성을 부여했지만, 상비군에 대한 오랜 미국의 불신과 문민 통제의 전통은 여전히 남아 있었다.

### 맥마흔 법안
1945년 12월 20일, 브라이언 맥마흔 상원의원은 상원 군사 위원회가 작성한 원자력에 관한 대체 법안을 발의했으며, 이 법안은 곧 맥마흔 법안으로 알려지게 되었다. 이 법안은 처음에는 과학 연구 통제에 대해 매우 자유주의적인 법안이었으며, 과학자들로부터 광범위하게 지지받았다. 맥마흔은 논란을 원자력에 대한 군사 통제 대 민간 통제의 문제로 규정했지만, 메이-존슨 법안 또한 민간 통제를 규정하고 있었다. 맥마흔 법안은 메이-존슨 법안의 논란이 되는 측면들을 해결하려고 시도했다. 위원회 위원의 수가 5명으로 줄었고, 그들은 상근으로 일할 것이다. 현역 군인을 위한 예외 조항은 제공되지 않았다. 한 수정안은 그들이 5년의 시차를 둔 임기를 갖도록 명시했다.
법안이 논의되는 동안, 1946년 2월 16일 캐나다에서 이고르 구젠코의 망명과 그에 따른 22명의 체포 소식이 전해졌다. 법안을 논의하던 의원들은 소련의 원자력 스파이들이 "원자력 기밀"을 조직적으로 훔치고 있다고 우려했다. 맥마흔은 비공개 회의를 소집하여 연방수사국 국장 J. 에드거 후버, 국무장관 제임스 F. 번즈 및 그로브스를 출석시켰다. 그로브스는 영국 물리학자 앨런 넌 메이가 맨해튼 프로젝트에 대한 정보를 소련 요원들에게 넘겼다고 밝혔다.
의회의 보수적인 세력은 이제 법을 강화하기 위해 움직였다. 이전에는 "정보 보급"이라고 불렸던 제10조는 이제 "정보 통제"가 되었다. 이 새로운 조항에는 나중에 "본시 기밀" 또는 "출생 시 기밀"이라고 설명된 새로운 원칙이 포함되어 있었다. 핵무기의 설계, 개발 및 제조에 관한 모든 정보는 "제한된 데이터"이며, 어떻게 파생되거나 얻어졌는지에 관계없이 명시적으로 기밀 해제되지 않는 한 기밀로 간주되었다. 전체 주제를 다루는 이러한 언론의 자유 제한은 여전히 시행되고 있다. 법에 의해 설정된 "비밀의 장벽"은 원자력 연구 및 개발이 원자력위원회의 감독하에 수행되어야 함을 의미했다.
하원에서 맥마흔 법안을 발의한 헬렌 가하간 하원의원은 제10조의 정보 보급 조항을 반론에 맞서 강력히 변호했다. 그녀는 이 조항이 "폭탄의 비밀을 내줄 것"이라는 반론을 일축하며, 핵무기 분야에서 미국의 우위는 일시적일 수밖에 없지만, 이 법안은 과학 연구에서 미국의 선두를 영속시킬 수 있다고 주장했다. 밴던버그 수정안으로 알려진 중요한 추가 조항은 국방 문제에 대해 위원회에 자문할 군사 연락 위원회를 만들었다. 법 제2조는 또한 총괄 자문 위원회와 새로운 원자력 공동 위원회를 설립하여 새로운 조직을 감독하도록 했다.

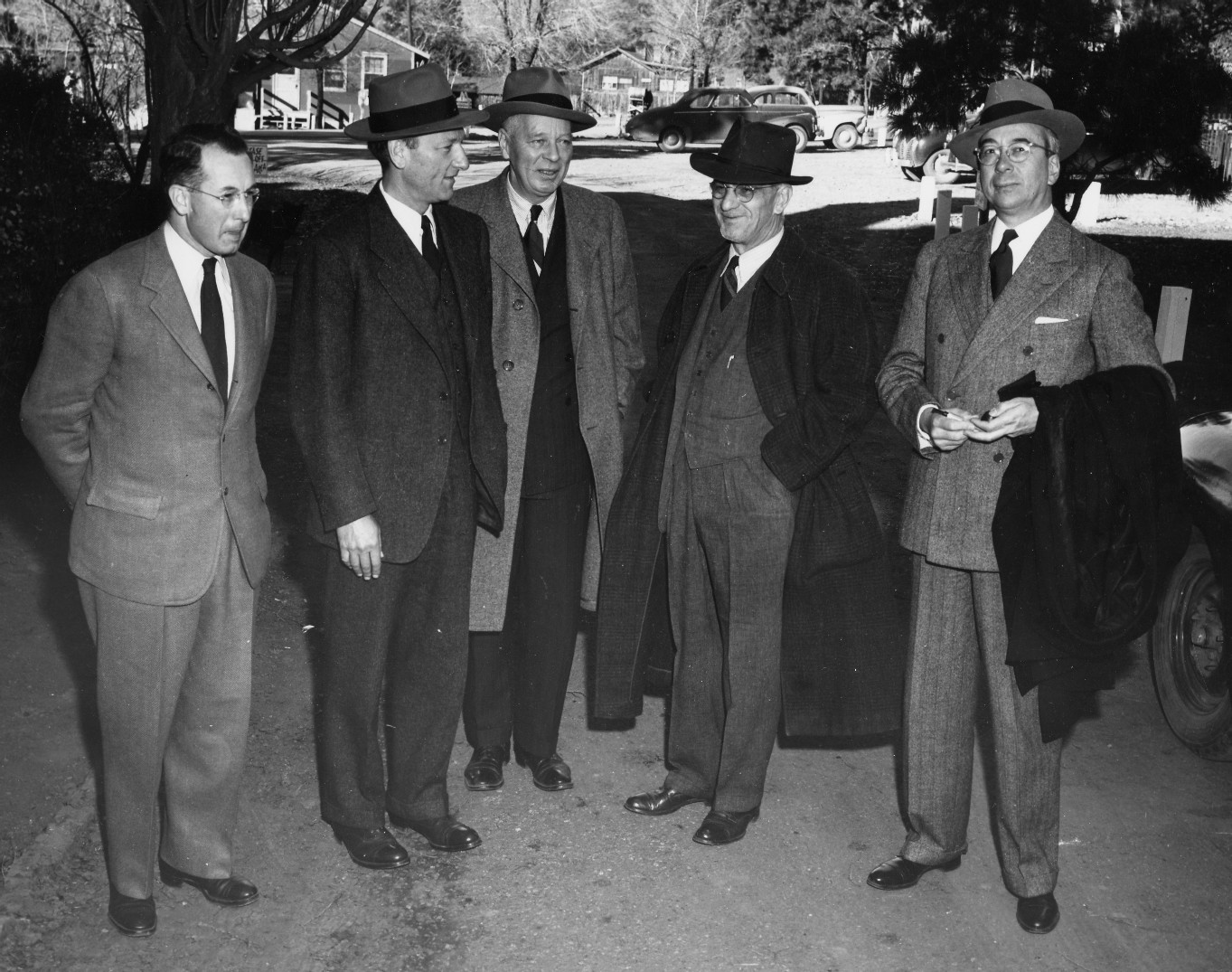
최초의 5인 원자력 위원회 위원들. 왼쪽부터 로버트 바커, 데이비드 E. 릴리엔탈, 섬너 파이크, 윌리엄 W. 웨이맥, 루이스 스트로스.

상원은 1946년 6월 1일 음성 투표를 통해 이 법을 만장일치로 통과시켰다. 7월 20일 하원에서 265대 79로 통과되기까지 상당한 정치적 기동이 필요했다. 이후 7월 26일 양원에서 절충안이 합의되었다. 트루먼은 1946년 8월 1일 1946년 원자력법으로 절충안에 서명했다. 이 법은 1947년 1월 1일 자정부터 발효되었고, 새로 설립된 원자력위원회는 전시 맨해튼 계획으로부터 핵 에너지에 대한 책임을 인계받았다.

## 개정

### 민간 핵 에너지 생산
1946년 원자력법에서 중요한 누락 사항은 핵 에너지의 비정부적 사용에 대한 언급이 없었다는 점이다. 이는 당시 군사적 응용이 다른 모든 것을 압도했기 때문이다. 이 법의 비밀 유지, 핵분열 물질 통제, 특허 소유권 및 생산 시설 운영과 관련된 제한은 민간 원자력 발전에 여러 법적 장애물을 만들었다.
이는 아이젠하워 행정부의 평화를 위한 원자력 프로그램과 상충되었고, 정부의 핵무기 프로그램에 대한 상당한 지출을 정당화하는 데 도움이 될 수 있는 민간 핵 발전 산업을 개발하도록 연방 관리들에게 압력을 가하는 결과를 낳았다. 1953년, 원자력위원회는 공동 원자력 위원회에 심의를 위해 일련의 개정 초안을 제출했다. 약간의 논의 끝에, 이는 1954년 원자력법으로 이어졌다.
1954년 원자력법은 민간이 건설하고 운영하는 원자로를 장려하려는 목표에 불충분하다는 것이 입증되었다. 부분적인 노심 용해를 포함한 연구용 원자로 사고가 잇따르면서 민간 기업들은 신중해졌고, 책임으로부터 보호받지 않고서는 원자력에 관여하는 것을 꺼렸다. 이는 1957년 프라이스 앤더슨 법으로 이어졌는데, 이 법은 핵 사고에 대한 민간 책임을 제한하는 동시에 사고 피해자에게 적절한 보상을 제공했다.

### 국제 관계
맥마흔 법의 시행은 미국과 영국 사이에 상당한 균열을 만들었다. "제한된 데이터"에 대한 새로운 통제는 미국의 동맹국들이 어떠한 정보도 받지 못하게 했는데, 이는 영국과 캐나다 정부가 맨해튼 계획에 기술과 인력을 제공하기 전에 핵 기술의 전후 공유에 대해 미국과 합의했음에도 불구하고 그러했다. 이러한 합의는 1943년 퀘벡 협정에서 공식화되었다. 영국의 경우, 이 협정은 1944년 윈스턴 처칠과 프랭클린 루스벨트가 서명한 하이드 파크 협정에서 더욱 발전되었다.
하이드 파크 협정은 루스벨트 사망 후 그의 서류에서 분실되었고, 미국 측 문서 사본이 발견될 때까지 미국 관리들은 영국이 이를 언급할 때 당황했다. 퀘벡 협정은 행정 협정으로 루스벨트 행정부에만 적용되었으며, 상원은 이 문서를 보지 못했다. 맥마흔은 1952년 처칠에게 "만약 우리가 이 협정을 보았다면, 맥마흔 법은 없었을 것"이라고 말했다. 맥마흔 법은 영국 과학자들과 처칠의 불만을 고조시켰고, 영국이 자체 핵무기를 개발하는 결과를 낳았다.
루이스 스트로스 원자력 위원장은 1958년 1월, 대통령이 "국방 및 안보에 상당하고 실질적인 기여를 하는" 동맹국과 핵 정보를 공유할 수 있어야 한다고 제안했다. 영국은 자체 핵무기 외에도 1948년부터 미국의 전략공군사령부 핵폭격기를 주둔시켜 왔다. 의회는 1958년 6월 1954년 원자력법을 개정했고, 미국과 영국은 1958년 미영 상호방위조약에 따라 다시 핵 연구를 공유하기 시작했다.
이 법에 포함된 조항들은 NATO의 군사 지휘 구조를 둘러싼 논쟁 중에 상당한 논란을 야기했다. 대서양 타격함대와 제6함대는 대서양 연합군 최고사령관과 남유럽 연합군 최고사령관과 같은 미국 지휘관의 직접적인 지휘하에만 배치될 수 있었다. 이는 맥마흔 법의 지배적인 법적 해석이 핵 타격 병력이 비미국 지휘관에 의해 통제될 수 없다고 보았기 때문이다. 이것이 1952년 10월~11월에 대서양 타격함대가 영국 해군 원수인 동대서양 사령관의 작전 통제하에 놓이는 대신 독립적인 존재로 형성된 이유였다. 이는 또한 유럽 사령부가 같은 시기에 합의되었을 때 제6함대가 NATO에서 남부 해군 타격 및 지원군으로서 연합군 지중해 사령부가 아닌 미국의 통제하에 놓인 이유이기도 하다.

## 판례
2012년 버몬트 양키 원자력 발전소 폐쇄를 시도한 주 법률에 관한 법원 판결은 이 법이 연방 정부에 원자력 발전소 안전에 대한 독점적 권한을 부여한다는 점을 확인했다. 이로 인해 버몬트 양키는 2014년 소유주가 경제적인 이유로 자발적으로 폐쇄할 때까지 계속 운영될 수 있었다.

## 내용주
1. ↑  Hewlett & Anderson 1962, 324–325쪽.
2. ↑  Hewlett & Anderson 1962, 325–326쪽.
3. ↑  Hewlett & Anderson 1962, 345쪽.
4. ↑  Hewlett & Anderson 1962, 360쪽.
5. 1 2  Jones 1985, 568–569쪽.
6. ↑  Hewlett & Anderson 1962, 408–415쪽.
7. ↑  Hewlett & Anderson 1962, 408–416쪽.
8. ↑  Jones 1985, 574–575쪽.
9. 1 2  Jones 1985, 574–576쪽.
10. ↑  Hewlett & Anderson 1962, 428–429쪽.
11. ↑  Miller 1948, 803–805쪽.
12. ↑  Hewlett & Anderson 1962, 431쪽.
13. ↑  Miller 1948, 799–803쪽.
14. ↑  Canleton, Hewlett & Williams 1991, 77–90쪽.
15. 1 2  Jones 1985, 576–578쪽.
16. ↑  Miller 1948, 808쪽.
17. 1 2  Hewlett & Anderson 1962, 511쪽.
18. ↑  Hewlett & Anderson 1962, 501쪽.
19. ↑  Hewlett & Anderson 1962, 512쪽.
20. ↑  Morland 2004, 1401–1402쪽.
21. ↑  Hewlett & Anderson 1962, 510쪽.
22. 1 2  Hewlett & Anderson 1962, 524쪽.
23. ↑  Miller 1948, 811–812쪽.
24. ↑  Hewlett & Anderson 1962, 516쪽.
25. ↑  Hewlett & Anderson 1962, 528–530쪽.
26. ↑  Ruebhausen & von Mehren 1953, 1450쪽.
27. ↑  Ruebhausen & von Mehren 1953, 1472–1476쪽.
28. 1 2  Byrne & Hoffman 1996, 136쪽.
29. ↑  Hewlett & Holl 1989, 113–115쪽.
30. ↑  Hewlett & Holl 1989, 136–143쪽.
31. ↑  Sovacool 2008, 1808쪽.
32. ↑  “Fact Sheet on Nuclear Insurance and Disaster Relief Funds”. 미국 원자력 규제 위원회. 2013년 7월 2일에 원본 문서에서 보존된 문서. 2013년 12월 12일에 확인함.
33. 1 2  Hewlett & Anderson 1962, 457–458쪽.
34. ↑  Gott 1963, 240쪽.
35. ↑  Calder 1953, 303–306쪽.
36. ↑  Gott 1963, 246–247쪽.
37. ↑  “Public Law 85-479” (PDF). 미국 정부 인쇄국. 1958년 7월 2일. 2013년 12월 12일에 확인함.
38. ↑  Maloney 1991, 234–241, 246–247쪽.
39. ↑  Maloney 1991, 291–294쪽.
40. ↑  Wald, Matthew L. (2013년 8월 14일). “Appeals Court Blocks Attempt by Vermont to Close a Nuclear Plant”. 《New York Times》. 2018년 6월 11일에 확인함.
41. ↑  Abel, David; Ailworth, Erin (2013년 8월 28일). “Vermont nuclear power plant to close in 2014 – Energy prices spell the end”. 《Boston Globe》. 2018년 6월 12일에 원본 문서에서 보존된 문서. 2018년 6월 11일에 확인함.